# 澳門巴士C03路線
澳門巴士C03路線是已取消的路線，由應變協調中心開設，由新福利營運，往返馬場東大馬路（黑沙環公園）和社區治療中心（澳門蛋）。

## 簡介及歷史
- 2022年12月11日，新型冠狀病毒感染應變協調中心為方便感染者前往位於澳門蛋的社區治療中心就診，於12月12日及13日安排8個接載點的巴士專線，乘坐對象為對核酸單管檢測陽性或自測抗原陽性人士，且未具條件自行前往社區治療中心（澳門蛋）。[1][2][3][4][5]
- 2022年12月16日，巴士專線更名為“社區治療中心及社區門診專線”，所有專線由單向線調整為循環線。而本線調整起點站由原來的“黑沙環青年活動中心（黑沙環海邊馬路近建華大廈）”調整至“馬場東大馬路（黑沙環公園）”。[6][7][8]
- 2023年1月8日，因應疫情過渡期結束，本線結束營運。[9]

## 使用車輛
- 蘇州金龍KLQ6108GQ30
（由新型冠狀病毒感染應變協調中心租賃新福利非營運車輛行駛）

## 路線資料

### 收費
- 免費（供COVID-19核酸單管檢測陽性或快速抗原檢測陽性人士乘坐）

### 服務時間及班距
| 服務時間               | 每天          |               |
| ---------------------- | ------------- | ------------- |
| 社區治療中心（澳門蛋） | 10:00 - 22:00 | 10:00 - 22:00 |
| 班距                   | 60分鐘        |               |

### 路線停站
| C03  | 馬場東大馬路（黑沙環公園） ↺ 社區治療中心（澳門蛋） | 馬場東大馬路（黑沙環公園） ↺ 社區治療中心（澳門蛋） | 馬場東大馬路（黑沙環公園） ↺ 社區治療中心（澳門蛋） |
| 序號 | 循環線                                              | 循環線                                              | 循環線                                              |
| 序號 | 站號                                                | 站名                                                | 社區門診／社區治療中心                              |
| 1    | L905                                                | 馬場東大馬路 （黑沙環公園）                         | 黑沙環公園（近黑沙環衛生中心）社區門診              |
| 2    | L914                                                | 東方明珠 （黑沙環中街近君悅灣）                     | 東方明珠街休憩區社區門診                            |
| 3    | L907                                                | 科大醫院 （近機場貨運站）                           |                                                     |
| 4    | L903                                                | 社區治療中心 （澳門蛋）                             | 感染者社區治療中心                                  |
| 5    | L908                                                | 科大醫院 （機場大馬路）                             |                                                     |
| 6    | L905                                                | 馬場東大馬路 （黑沙環公園）                         | 黑沙環公園（近黑沙環衛生中心）社區門診              |

## 外部連結
- 澳門新福利公共汽車有限公司（官方網站）

（页面存档备份，存于）